# Noteriades tricarinatus
Noteriades tricarinatus är en biart som först beskrevs av Charles Thomas Bingham 1903.  Noteriades tricarinatus ingår i släktet Noteriades och familjen buksamlarbin. Inga underarter finns listade i Catalogue of Life.